# Elisabeth von Witzleben
Lätitia Esther Marie Irmgard Elisabeth von Witzleben, auch Elisabeth Clemm, Elisabeth Schürer, Elisabeth Schürer-von Witzleben (* 15. April 1905 in Aachen; † 20. November 1992 in Tegernsee) war eine deutsche Kunsthistorikerin.

## Leben
Sie stammte aus dem Thüringer Uradelsgeschlecht von Witzleben und war die älteste Tochter des preußischen Oberleutnants Eric von Witzleben (1878–1912) und dessen Ehefrau Gertrud Bock (1881–1972).
Elisabeth von Witzleben war zweimal verheiratet. Am 21. Mai 1927 heiratete sie in Baden-Baden Friedrich-August Clemm (1899–1945), von dem sie 1935 geschieden wurde. Am 28. Dezember 1945 heiratete sie ihren zweiten Mann, den Kunsthistoriker Oskar Schürer. Als Kunsthistorikerin beschäftigte sie sich vor allem mit der mittelalterlichen Glasmalerei und legte hierzu Publikationen vor, die zum Teil mehrfach aufgelegt wurden.

## Gesellschaft
Von 1973 bis 1976 engagierte sich Elisabeth von Witzleben als Vorsitzende im Stadtbund Münchner Frauenverbände, dem Dachverband für Vereine, die in München unterschiedlichste Fraueninteressen vertreten.

## Werke (Auswahl)
- Bemalte Glasscheiben. Volkstümliches Leben auf Kabinett- und Bierscheiben, München: Callwey, 1977. ISBN 3-7667-0408-7.
- Die Frauenkirche in München. Glasmalereien einer bedeutenden Kirche, Augsburg: Hannesschläger, 1969.
- Licht und Farbe aus Frankreichs Kathedralen, Augsburg: Hannesschläger, 1966.
- Die Glasfenster des Kölner Domes, Aschaffenburg: Pattloch, 1949.